# Albània del Caucas
Albània del Caucas (Albānia en llatí; Ἀλβανία, Albanía en grec; Աղուանք, Ałuankʿ o Aghuank en armeni antic; Ardhan en part; Arran en persa mitjà; რანი, Rani en georgià) és el nom del país equivalent a l'actual Azerbaidjan durant l'època romana. Aghuània fou el nom del país del Aghuans o Aluanqs, que el romans van conèixer com albans i el país com Albània (Albània del Caucas). La capital fou Kapałak o Kapaghak i després P'artaw (Bardaa). L'Albània caucàsica s'ubicava a la part sud-oriental de les muntanyes del Caucas Major. Limitava amb la Ibèria del Caucas (actual Geòrgia) a l'oest, amb Sarmàcia al nord, amb la mar Càspia a l'est, i amb les províncies armènies d'Artsakh i Utik a l'oest al llarg del riu Kura. Aquests límits, però, no foren probablement mai estàtics, ja que a vegades el territori d'Albània caucàsica incloïa terres a l'oest del riu Kura.

## El nom
El nom dels parts per aquest país va ser Ardhan (Arran en persa mitjà). L'àrab fou ar-Ran. El nom del país en la llengua de la població nativa Aluanq o Aghuank (antic armeni: Աղուանք Ałuank o Aghuank o Aghuanq, armeni modern: Աղվանք Aġvank') és el nom més històric de referència de l'Albània caucàsica i és d'origen armeni. Autors armenis esmenten que el nom deriva de la paraula "Alu" («աղու») que significa afable en armeni. El terme Aghuank és polisèmic i també s'utilitza en les fonts armènies per denotar la regió entre els rius Kur i Araxes com a part d'Armènia. En aquest últim cas, s'utilitza de vegades en la forma armènia "Aghuank" o "Hay-Aghuank ".
L'historiador armeni de la regió, Moisès Kaghankatvatsi, que va deixar l'únic relat històric més o menys complet sobre la regió, explica el nom Aghvank com una derivació de la paraula Alu (armeni per dolç, suau, tendra), la qual, va dir, era el sobrenom del primer governador d'Albània caucàsica o Arran i es va referir a la seva personalitat indulgent. Movses Kaghankatvatsi i altres fonts antigues expliquen Arran o Arhan com el nom del llegendari fundador d'Albània caucàsica (Aghvan) o fins i tot de la tribu iraniana conegut com a alans (alani), que en algunes versions era un fill del fill de Yafet, fill de Noè. James Darmesteter, traductor de l'Avesta, compara Arran amb Airyana Vaego, que també considera que estava a la regió Araxes-Ararat, tot i que les teories modernes tendeixen a posar-lo a l'est de l'Iran.

## Geografia
Estrabó indica els seus límits: a l'est la mar Càspia (llavors mar Albà segons Plini el vell), al nord el Caucas (Ceranius Mons) i més enllà la Sarmàcia asiàtica; a l'oest el Regne d'Ibèria, i enmig un districte de població ibera i aluanq de nom Vall de Cambises o Cambisene; i al sud el riu Kura (Curus). Més tard altres geògrafs fan el riu Alazan el límit occidental i l'estenen més al nord; Ptolemeu posa el límit nord en el riu Sulak un afluent del Terek.
Dió Cassi diu que la seu del aluanqs era Albana (Derbent) a les Caspiae Pylae (Portes de Derbent). Gangara o Gaetara, esmentada per Ptolemeu, era probablement Bakú, famosa per la seva nafta. Plini esmenta com a capital la ciutat de Cabalaca, a l'interior del país, probablement Kapalak.
En temps pre-islàmics, Albània del Caucas / Arran era un concepte més ampli que el de l'Arran post-islàmica. L'antic Arran va cobrir tot l'est de Transcaucasia, que va incloure la major part del territori de l'actual República de l'Azerbaidjan i d'una part del territori del Daguestan. No obstant això, en temps post-islàmics la noció geogràfica d'Arran es redueix al territori entre els rius Kura i Araxes. En els temps pre-islàmics, va correspondre aproximadament al territori de l'actual República de l'Azerbaidjan. Les fonts clàssiques són unànimes en situar al riu Kura (Cyros) la frontera entre Armènia i Albània després de la conquesta dels territoris a la riba dreta del Kura pels armenis al segle ii abans de Crist.
El territori original d'Albània va ser d'aproximadament 23.000 km². Després de 387 dC el territori d'Albània caucàsica, de vegades és esmentat pels estudiosos com "Gran Albània" i va créixer a prop de 45.000 km².
Albània o Arran en temps islàmics ser un triangle de terra, amb les terres baixes a l'est i les muntanyes a l'oest, format per la unió dels rius Kura i Araxes, la plana de Mil plana i part de la plana de Mughan. En una crònica medieval ("Ajayib-ad-Dunia"), escrita al segle xiii per un autor desconegut, Arran es diu que comprenia 30 farsajs (200 km) d'ample, i 40 farsajs (270 km) de longitud. Tot el marge dret del riu Kura fins que es va unir a l'Araxes es va atribuir a Arran (el marge esquerre del Kura era conegut com a Shirvan). Els límits d'Arran han canviat al llarg de la història, de vegades abasta tot el territori de l'actual República de l'Azerbaidjan, i en altres ocasions només parts del Caucas Sud. En alguns casos Arran era una part d'Armènia. Geògrafs islàmics medievals van donar descripcions d'Arran en general, i de les seves ciutats, que van incloure Bardaa, Beylagan i Ganja, junt a altres.

### Districtes

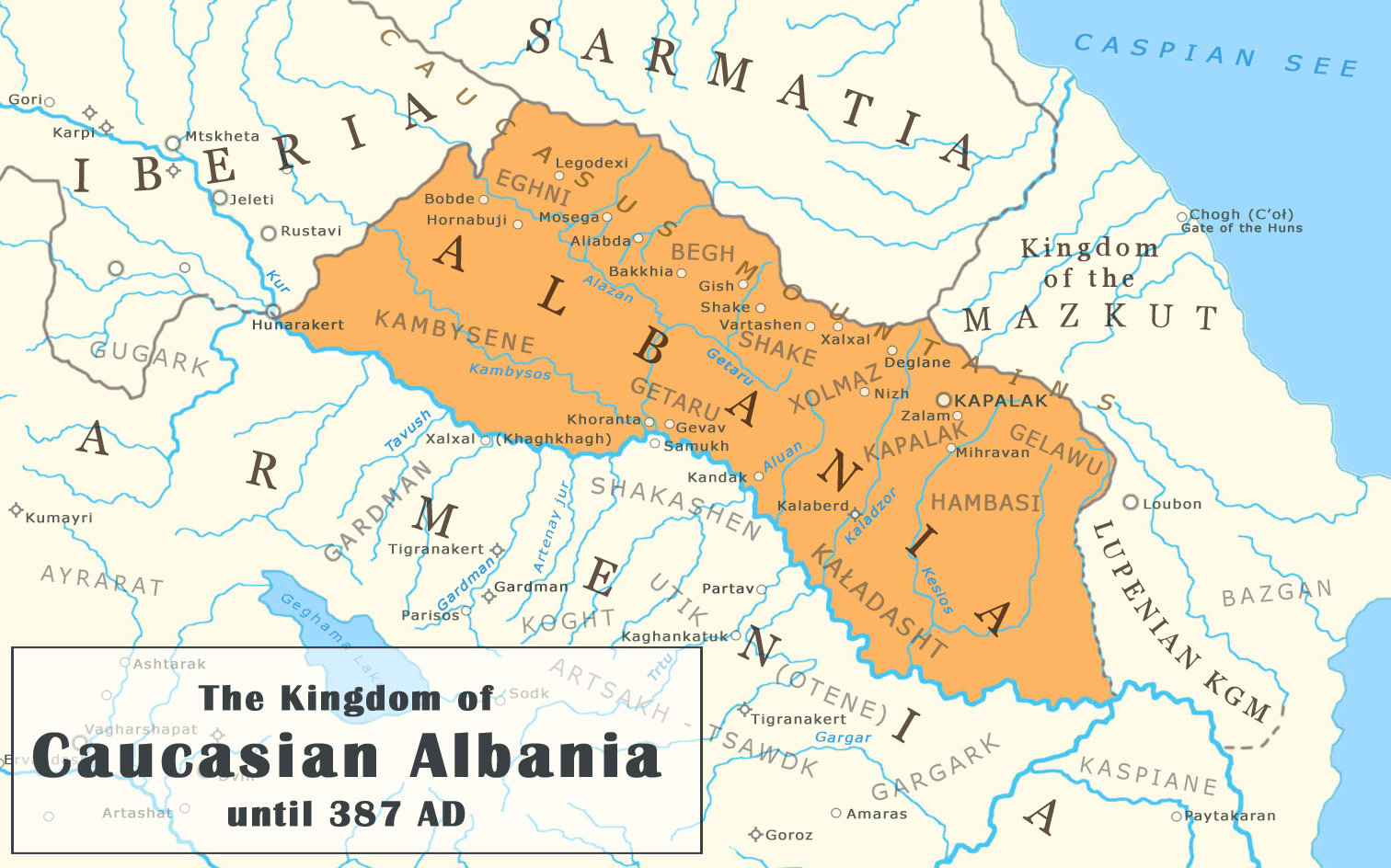
Mapa d'Aghuània al

Els districtes o comarques d'Albània eren:
- Cambysene (Cambisene)
- Getaru
- Elni / Xeni
- Begh
- Shake (Shaki)
- Xolmaz
- Kapalak
- Hambasi
- Gelavu
- Hejeri
- Kaladasht

### Ciutats i fortaleses
P'artaw (un nom no relacionat amb els parts, parts) fou la ciutat principal del regne; era una antiga ciutat armènia situada al riu Terter a la província d'Uti, i es va establir com la capital d'Albània potser a la fi del segle iv. En el regnat de rei Vatshé II, P'artaw va ser reconstruïda per Peroz de Pèrsia sota el nom de Pērōzabād; més tard la ciutat va ser fortificada per Kavad de Pèrsia, que la volia anomenar Pērōzkavād (Victoria de Kavad). P'artaw era al mateix temps tant un poderós bastió com un pròsper centre per al comerç i l'artesania.
Una altra ciutat que anteriorment havia estat armènia, Xałxał, també situada a la regió d'Uti, però prop de la frontera ibèrica, va esdevenir la residència d'hivern dels reis d'Albània després d'haver estat la dels reis armenis. També a Uti estava Diwatakan, la "Ciutat de mercat real," que s'esmenta en moltes ocasions a l'obra de Movses Kałankatuac'i. Ałuen (en pahlewi Alwan) va ser la residència reial d'estiu. La ciutat comercial de Tigranakert al cantó de Gardman, probablement havia estat fundada per Tigranes II el Gran (segle i abans de Crist).
Kabala (armeni Kapałak), l'antiga capital, que ho fou als primers segles del regne, conservà certa importància política i es va convertir, al segle v en la seu d'un bisbe. Les excavacions en el lloc (Chuhur-Kabala) han tret a la llum una fortalesa i parets de tancament que probablement daten dels segles V i VI. La vella ciutat de Shemakha seguia encara prospera; un plat de plata daurada es va trobar allí en una tomba el 1968, que representaria un dignatari persa (un marzban?) en una escena de caça, datat a mitjans del segle iv el que indicaria que estava sota domini sassànida.
Al llarg de la costa de la mar Càspia els sassànides van construir obres de defensa de gran abast, que tancaven l'espai entre la muntanya i el mar i dissenyat essencialment per tancar el pas als invasors del nord. En primer lloc, al nord de la península d'Apsheron, les dues parets paral·leles de Barmak s'aixecaren a 220 metres de distància; aquests són coneguts des de la "Geografia armènia" del Pseudo-Moisés amb el nom de Xorsbēm. Les següents són les parets de Serván (o Sabran), notables pels seus 30 quilòmetres de longitud. Al nord del Samur una tercera línia de les obres de defensa podria ser la paret coneguda com a Āfzūt-Kavad en la "Geografia armènia" esmentada i, per tant, s'haurien construït per Kavad de Pèrsia. La més cèlebre d'aquestes fortificacions són els passos de Darband, que va tancar el pas de Čor (2,3 km entre la muntanya i el mar). La contribució dels sassànides a la defensa d'aquest pas (esmentat en les fonts clàssiques del segle i dC) va cobrir una àrea considerable. Movses Kałankatuac'i parla de "magnífiques parets construïdes amb grans despeses pels reis de Pèrsia". Yazdegerd II va emprendre la construcció d'un mur poderós de maó cru barrejat amb palla que s'estenia des del mar fins al vessants de Darband. Ḵosrow I Anōšīravān i potser el seu pare Kavad I abans, ho va fer construir per reforçar les obres existents amb un sòlid mur de pedra dotat de portes de ferro. Vint inscripcions datades com "any 700", es troben a la paret nord; Si aquesta data té a veure amb l'era Selèucida, ha de correspondre a l'any 386; però hi ha altres datacions, més tardanes.

## Grups humans
Els aghuans o aluanqs a l'època romana eren un poble independent del Caucas i el seu país fou conegut pels romans com Albània, que correctament hauria de ser Aluània o Aghuània, en referència a Aghvan, el llegendari fundador, o als alans. No és segur que foren autòctons del Caucas. Feien algunes incursions de pillatge cap Armènia perquè eren sempre pobres, ja que enterraven els morts amb totes les seves possessions d'algun valor. Els aluanqs tenien un deu principal i adoraven també al sol i la lluna (la principal deïtat, amb un temple prop de la frontera amb Ibèria). El pontífex màxim era la segona autoritat del país després del rei i posseïa un estens domini territorial pel seu manteniment i també molts temples.
Els albanesos són esmentats per primera vegada en la batalla de Gaugamela (331 aC), com a membres d'un contingent compost també de medes, cadusis i saces, sota el comandament d'Atropat, sàtrapa de Mèdia, i després en la guàrdia personal de Darius III. El fet que els albanesos o aluans estaven sota el lideratge del sàtrapa dels medes sembla indicar que aquest poble, com el cadusis i saces, s'havien incorporat a la seva satrapia; segons una hipòtesi bastant raonable, els albanesos ja hauria format part de l'Imperi de Mèdia. Durant les últimes dècades, les excavacions han revelat diversos indicis d'influència aquemènida, incloent bases de columnes amb dissenys palmetes i segells cilíndrics.

## Religió
Estrabó dona detalls interessants sobre la religió d'Albània, que se centra en l'adoració de tres divinitats: el Sol, Zeus, i la Lluna). Encara que s'acostuma a associar aquesta tríada amb les tres grans divinitats del marzdeisme de l'Iran i l'Armènia (Mitra, Ahura Mazda, i Anahita) aquesta aproximació és imprecisa. Sense negar el fet que la religió albanesa va ser penetrada per la influència mazdea d'Armènia, cal tenir en compte altres factors externs i l'existència d'un substrat indígena. El santuari de la Lluna, situat a prop de la frontera ibèrica, posseïa un vast territori sagrat administrat pel gran sacerdot, que era segon en rang en tot el regne. Els esclaus del temple (hieródulos) eren propensos a caure en trànsit i fer profecies. Aquestes característiques són pròpies no tant del culte d'Anahita com de les pràctiques habituals en alguns santuaris de Capadòcia i el Pont dedicats a divinitats lunars. Un element distintiu en el culte de la Lluna a Albània va ser la realització de sacrificis humans, descrita per Estrabó.
És probable que el culte de la Lluna hagués existit durant molt de temps, almenys a nivell local. No obstant això, la tradició de l'època sassànida revela rastres d'altres creences molt diferents, que van estar tan profundament arrelats que, cap al final del segle cinquè el rei Vačagan III va haver de prendre mesures enèrgiques per fer-los front. També hi havia la secta dels "talladors de dits", ja prohibida pels marzbāns, i la dels enverinadors; en cada cas la víctima d'aquests sectaris era designat pel dimoni en persona. D'acord amb una altra creença, el Dimoni va encegar els que es van negar a fer sacrificis al Mal. Va haver-hi així una col·lecció de pràctiques de caràcter essencialment demoníac, molt allunyada dels principis del dret mazdeista i difícil de conciliar amb el qual es coneix de la resta de l'antiga religió dels albanesos.

## Llengua
Originalment, almenys alguns dels albanesos caucàsics parlaven probablement llengües lèsguianes properes a les emprades al Daguestan modern; en general, però, fins a 26 idiomes diferents podien haver estat parlats a l'Albània caucàsica als primers temps. Després que els albanesos caucàsics van ser cristianitzats al segle quart, part de la població va ser assimilada pels armenis (que van dominar a les províncies de Artsakh i Utik que anteriorment s'havien separat del Regne d'Armènia) i pels georgians (al nord), mentre la població de la part oriental d'Albània caucàsica van ser més tard absorbida per iranians i, posteriorment islamitzada i assimilada amb pobles turcs (azerbaidjanesos moderns). Els petits restes d'aquest grup segueixen existint de manera independent, i es coneixen com els udis.
La població pre-islàmica d'Albània caucàsica podria haver tingut un paper en l'etnogènesi de diverses ètnies modernes, com ara els azerbaidjanesos, els armenis de Nagorno-Karabakh, els georgians de Kakhètia, el laks, els lesguians i els tsakhurs del Daguestan.
Segons els historiadors medievals armenis Movses Khorenatsi, Movses Kaghankatvatsi i Koryun, els albanesos del Caucas van tenir un alfabet per la seva llengua. El nom d'Armènia per la llengua és Aghvank, el nom natiu de la llengua es desconeix. L'alfabet va ser creat per Mesrob Mashtots, el monjo armeni, teòleg i traductor a qui també se li atribueix la creació de l'armeni. Aquest alfabet es va utilitzar per escriure l'idioma udi, que probablement era l'idioma principal dels albanesos del Caucas. Koryun, deixeble de Mesrob Mashtots, al seu llibre "La vida de Mashtots", va escriure sobre com el seu tutor va crear l'alfabet: "Després es va acostar i els va visitar un ancià, un albanès anomenat Benjamí. I ell (Mesrob Mashtots) va preguntar i va examinar la dicció bàrbara de la llengua albanesa, i després a través de la seva habitual agudesa de la ment donada per Déu va inventar un alfabet, el qual, a través de la gràcia de Crist, fou organitzat i posat en ordre amb èxit.
Un alfabet albanès caucasià de cinquanta-dues lletres, tenint semblança amb caràcters georgians, etíops i armenis, va sobreviure a través d'algunes inscripcions, i un manuscrit armeni que data del segle xv. Aquest manuscrit, Matenadaran N ° 7117, publicat per primera vegada per Ilia Abuladze el 1937 és un manual de llenguatge, presentant diferents alfabets per a la comparació - armeni, grec, llatí, siríac, georgià, copte, i albanès caucàsic entre ells. L'alfabet es va titular: "Ałuanicʿ girn ē" (armeni: Աղուանից գիրն Է, és a dir, "Aquestes són les lletres albaneses").
El 1996, Zaza Aleksidze del Centre georgià de Manuscrits va descobrir en el Monestir de Santa Caterina al Mont Sinaí, Egipte, un text escrit en un pergamí que havia estat reutilitzat sobre un palimpsest georgià. El 2001 Aleksidze va identificar l'escriptura com albanès caucàsic, i el text com un antic leccionari datat segurament abans del segle sisè. Moltes de les lletres descobertes no estaven en l'alfabet d'Albània enumerats en el manuscrit armeni del segle xv.
Els geògrafs musulmans Al-Muqaddasi, Ibn-Hawqal i Estakhri van registrar que es parlava una llengua que van anomenar arranià, que encara es parlava a la capital Bardaa i la resta d'Arran al segle x.
Els contactes iranians a la regió es remunten al període mede i aquemènida. Durant la dinastia arsàcida d'Albània, es va propagar el llenguatge dels parts a la regió. És possible que la llengua i la literatura per a l'administració i el manteniment de registres de la cancelleria imperial per a assumptes externs, esdevingues de manera natural el part, basat en l'alfabet arameu. Segons Ciryl Toumanoff: "el predomini de l'hel·lenisme sota els artaxíades, fou seguit per un predomini de l'iranisme", i, simptomàticament, en comptes de grec, com abans, els part va esdevenir la llengua de l'educació".
Amb l'establiment dels sassànides, el persa mitjà, una llengua estretament relacionada amb els parts, va esdevenir la llengua oficial de l'imperi Sassànida. En aquest moment, el persa va gaudir fins i tot de més èxit que la llengua albanesa caucàsica pròpia i la regió va ser molt afectada per l'Iran. D'acord amb Vladimir Minorsky: "La presència de colons iranians a Transcaucàsia, i especialment en la proximitat dels passos estratègics, ha d'haver tingut un paper important en l'absorció i fer retrocedir els habitants aborígens. Noms com Sharvan, Layzan, Baylakan, i altres suggereixen que la immigració iraniana va procedir principalment de Gilan i altres regions de la costa sud de la mar Càspia". La presència de la llengua persa i cultura iraniana va continuar després de l'era islàmica.

## Història
Segons una hipòtesi, Albània caucàsica va ser incorporat a l'Imperi Mede. La penetració persa a la regió en una data molt primerenca està relacionada amb la necessitat de defensar la frontera nord de l'imperi. És possible que ja en els aquemènides prenguessin mesures per protegir els passos del Caucas contra els invasors però la fundació de Darband i una sèrie de portes que tradicionalment se li atribueix a l'imperi Sassànida. Albània va ser incorporada a l'imperi aquemènida i estaven sota el comandament de la satrapia de Mèdia en l'últim període.
L'historiador grec Flavi Arrià esmenta (potser de manera anacrònica) els albanesos del Caucas per primera vegada en la batalla de Gaugamela de l'1 d'octubre del 331 aC, on els albanesos, medes, cadussis i saces estaven sota el comandament de Atròpat de Mèdia.
Alexandre el Gran no va penetrar fins al Caucas, però els albanesos van haver d'estar inclosos en l'Imperi Macedoni, ja que pertanyien a la satrapia dels medes. En la partició de 321 aC, després de la mort d'Alexandre, el territori governat per Atropat fou reduïda a la part dels medis al nord-oest, més tard conegut com a Mèdia Atropatene. Entre 286 i 281, Patrocles, un militar macedoni, general i almirall de Seleuc I i d'Antíoc I, va emprendre la circumnavegació de la Mar Càspia, a partir, segons sembla, de la costa albanesa i la costa cadúsia Probablement era la primera vegada que els albanesos van entrar en contacte amb el món occidental.
Les tribus albaneses, cadascuna de les quals tenia el seu propi cap, parlaven una multitud de dialectes segons Estrabó. Durant el període hel·lenístic es van unir amb altres tribus veïnes per formar un estat unificat sota un sol governant. S'ha suposat que la unificació va tenir lloc cap al final del segle ii abans de Crist, en virtut de les guerres lliurades entre l'arsàcida Mitridates II i Artavasdes I, rei d'Armènia. Hi ha motius per creure que la unificació dels albanesos va ser un procés lent, que va permetre a la diversitat de les llengües de continuar encara per força temps.
Vers el 84 aC van acceptar la sobirania del rei Tigranes II d'Armènia. Gneu Pompeu Magne, amb la neutralitat de Tigranes, va poder derrotar els albans del Baix Kura (hivern del 66 aC) i als ibers (65 aC). Aquest fou el primer contacte dels romans amb els aluanqs, que eren més civilitzats que els ibers. Tenien un exèrcit de 60.000 infants i 20.000 cavallers. Estrabó diu que estaven subjectes a un sol rei, però es dividien en 26 grups i dotze tribus entre elles els Legai (Lesguians o Lezguin), Gelai (Gilanians) i Gerrhi o Gerroi (a la zona del riu anomenat Gerrhus).
En el 65 aC el general romà Pompeyo, que acabava subjugat Armènia i Iberia i que havia conquerit la Còlquida, va entrar a Albània al capdavant del seu exèrcit. Creuant la província àrida de Cambisene (Kambičan), recentment arrabassada als armenis pels albanesos, es va dirigir en direcció a la mar Càspia. En travessar el riu Alazani, es van enfrontar amb les forces d'Oroezes, rei d'Albània, i, finalment les va derrotar. Teòfanes de Mitilene, que va acompanyar a Pompeu, va escriure un relat del que havia observat i sentit en el curs d'aquesta campanya. Teòfanes de Mitilene va descriure els albanesos com a pastors seminòmades que eren caçadors entusiastes, sabien poc sobre l'agricultura, utilitzen diners, i practicaven el comerç per permuta. Tot i tenien un sol rei, parlaven vint idiomes o dialectes. No eren molt bel·licosos, però van ser capaços de desplegar fins a 60.000 soldats d'infanteria i 22.000 genets; la seva cavalleria estava vestida amb ferro, una característica que podien haver aprés dels medes d'Atropatene. Després del 65 aC el rei es va fer client de Roma, però va romandre tan independent com abans i els romans mai van fer res per imposar una influència efectiva.
Estrabó sembla no tenir coneixement de cap ciutat en l'Albània que descriu; fins al segle i dC si refereix Plini a Cabalaca (= Kabala), la capital d'Albània), seguit més tard per la llista de vint-i-nou ciutats d'Albània, de Ptolemeu sent la més important Gangara (Gaïtara), Albana, i Ossika. No obstant això recents descobriments arqueològics han aportat la prova que en el moment de l'expedició de Pompeu ja existien a Albània diverses ciutats, o estaven en camí de ser desenvolupades. Les excavacions realitzades en Chuhur-Kabala, el lloc de l'antiga Càbala (Kabala), ha aportat objectes que mostren que van existir relacions amb el món hel·lenístic; un tresor de monedes datades entre el segle ii aC fins al segle i dC. Vestigis d'una altra ciutat, Shemakha, la Chemachia de Ptolemeu, es troben a prop de la moderna Khynsla. Un estudi de les restes arqueològiques d'antigues ciutats albaneses, especialment les de Kabala, ha fet possible l'observació de característiques que també es produeixen en l'urbanisme i l'arquitectura dels parts, com ara l'ús de maons sense coure del mateix tipus, bases de fusta de columnes, i edificis de gran longitud. Les monedes afirmen l'existència d'una certa quantitat de tràfic comercial amb Pàrtia; un tresor de 321 monedes descobertes en el lloc de Shemakha inclou 159 monedes dels parts. Una carretera comercial important vinculava Albània oriental amb Ecbàtana a través de l'Araxes i el Kura, un camí que esmenta Elià. En canvi, l'ús dels diners no sembla haver afectat el sistema de bescanvi de les tribus primitives.
Igual que els ibers, els albanesos no van trigar a rebel·lar-se contra Roma; l'any 36 aC Antoni es va veure obligat a enviar a un dels seus lloctinents per posar fi a la seva rebel·lió. Zober, que era llavors rei d'Albània, va capitular i, per tant, Albània es va convertir, almenys de nom, en un protectorat romà. Un rei d'Albània apareix a la llista de dinastes i ambaixadors que van ser rebuts per August. L'any 35 el rei Farasmanes d'Ibèria (Pharsman I d'Ibèria) i el seu germà Mitridates, amb el suport de Roma, van enfrontar als parts a Armènia; els albanesos demostraren ser aliats eficaços, contribuint a la derrota i expulsió temporal dels parts. L'any 4 van fer un atac a Armènia, sota influència romana, el que pressuposa que ja no es consideraven clients de Roma.

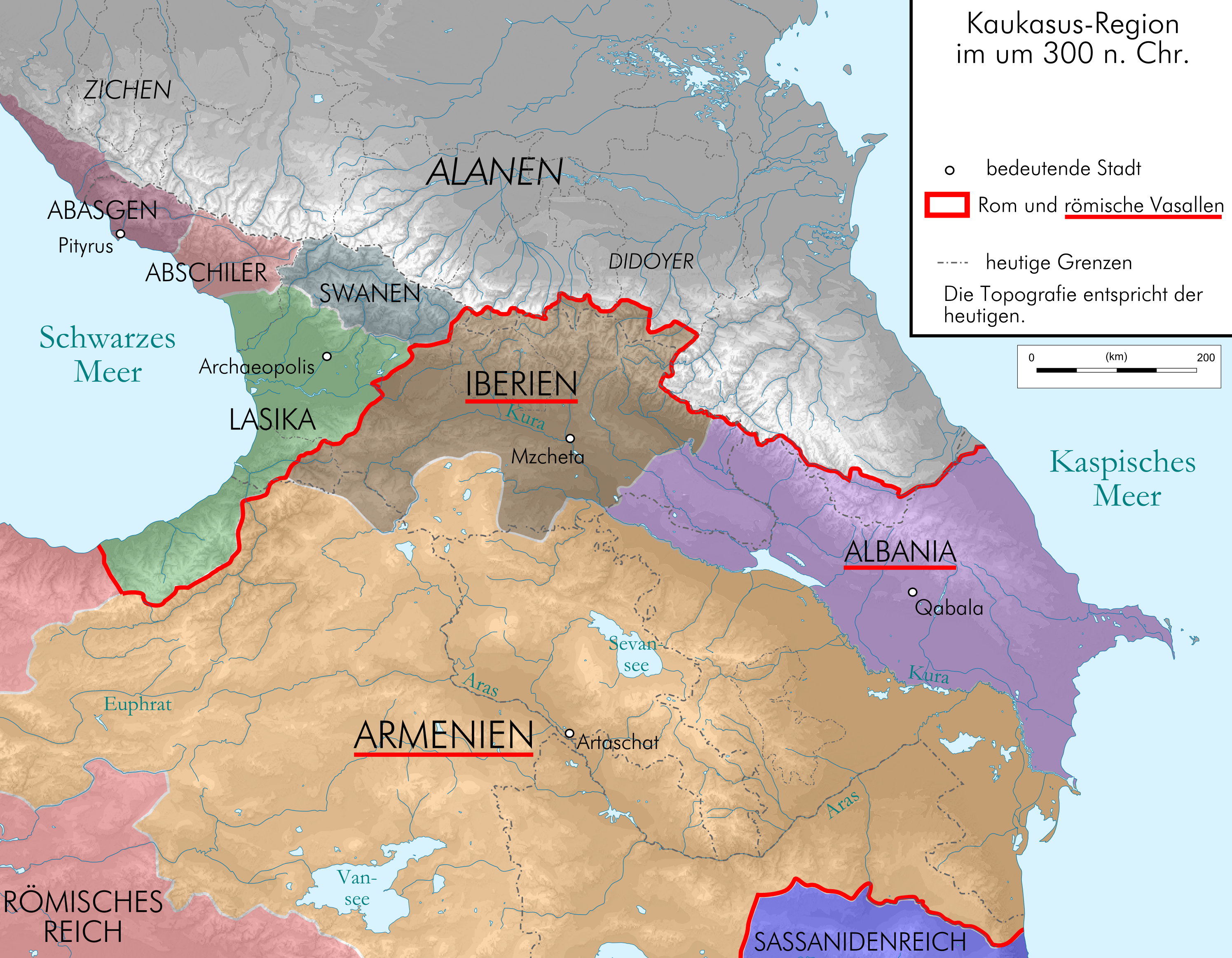
Els regnes del Caucas sota influència romana

Vespasià estava decidit a restaurar l'autoritat de Roma, al Caucas fins a la mar Càspia. La presència d'un destacament de la XII Fulminata a una distància de diversos quilòmetres de les costes d'aquest mar (69 km al sud de Bakú) és testificada per una inscripció elaborada entre els anys 83 i 93 en el regnat de Domicià. Tot i el creixement de la influència romana, Albània mai va deixar de mantenir el contacte comercial i probablement també cultural amb Pàrtia. Un tresor descobert a Alī Bahrami ofereix un bon exemple de la continuïtat d'aquesta relació; les monedes de plata del rei part Gotarces II (cap a l'any 40-51) van ser àmpliament distribuïdes a Albània.
Entorn de l'any 252-53 Sapur I va esdevenir senyor de la Gran Armènia, que va esdevenir una província sassànida; Ibèria i Albània també aviat van ser conquistades i annexades. Albània apareix entre les províncies sassànides que figuren en la inscripció trilingüe de Sapur I a Naqs-i Rostam). Les vicissituds de la política sassànida sota Narses no tingueren repercussions en la situació política d'Albània; tot i que el tractat de Nisibis estipulava el restabliment del protectorat romà sobre Ibèria, Albània va romandre com a part integrant de l'Imperi Sassànida.
Cap a principis del segle quart, en una data que encara està en discussió, el rei arsàcida d'Armènia, Tiridates III, el cristianisme fou adoptat oficialment, després d'haver estat convertit per Gregori, després sant. Segons Movses Kałankatuac'i, Uṙnayr (Unair) el rei d'Albània aviat va arribar a Armènia amb els seus dignataris amb el propòsit de ser batejat per Gregori. El cristianisme es va estendre a Albània només gradualment. Grigor o Grigoris, fill del patriarca Vartanes (333-341) i net de Sant Gregori, bisbe consagrat d'Ibèria i Albània, va arribar a Albània, va construir una església, i els sacerdots van restar establerts a la ciutat-fortalesa de Tri (o Tsri), però els habitants va matar els sacerdots i es van rebel·lar contra el rei d'Albània, amb l'ajut del rei de Pèrsia. La ciutat va ser presa pels perses Argesaċik (arsàcides). Tradicionalment es diu que Grigor fou martiritzat per l'arsàcida Sanatruk (Sanesan) príncep de la regió de Phaitarakan que restava fidel al paganisme.
El primer sobirà esmentat fou Vashagan I el Brau o el Valent, de la família arsàcida, vers 250-280. El va seguir Vatshé I. Unair o Urnair (apareix vers 335-380) era vassall de Pèrsia; Unair estava casat amb una germana del rei de Pèrsia Shapur II. L'Imperi Romà d'Orient i Pèrsia estaven en guerra. L'any 359 Sapur II de Pèrsia va estar acompanyat pel rei d'Albània en la seva marxa sobre Amida (Armènia); els albanesos van ser desplegats al nord de la ciutat(). El rei Uṙnayr d'Albània seguia sent un aliat del governant sassànida quan aquest va envair Armènia el 372. La batalla decisiva es va lliurar a les fonts del Murad Su i al peu de les muntanyes de Nebad (Nifates) al nord-est del llac Van, a la província de Bagravand, concretament a Dsirav, prop de Bagavan al riu Arsànies; Uṙnayr tenia el comandament de la força auxiliar persa i fou fet presoner, però Musel Mamiconi li va perdonar la vida, i a més va deixar marxar les dames perses que havia fet presoneres. Al seu retorn a Albània, Uṙnayr va informar secretament Musel que el rei Sapur II es preparava per atacar-lo. La lleialtat més o menys interessada dels albanesos s'explica per què els sassànides els va ajudar a apoderar-se de les províncies armènies (o districtes) d'Uti o Utik (amb les ciutats de Xałxał i P'artaw / Bardaa), Šakašēn (Sacasene, amb Gandja), Coltene al sud de Siunia), Gardman (a la part oriental del llac Sevan), Arc'ax o Artsakh i la regió de Naxçıvan. Aquests territoris havien de romandre en possessió d'Albània doncs una reconquesta per Musel era poc probable. No consta que la regió de Nakhitxevan fos dels aghuans tot i que hi havien viscut anteriorment. El riu Kura fou establert com a frontera.
Després d'Unair, van ser reis Vashagan II, Sargavan (o Margavan), Sato I i Asai, Artzvagen (Yesvahan) i Vatshé II. Sota Yazdegerd II (438-57) un edicte real va requerir als cristians de l'imperi a adoptar el mazdeisme, i entre d'altres, als armenis, ibers, i albanesos. Els albanesos van buscar l'ajuda dels armenis, que s'havien revoltat en l'anunci de les mesures de proscripció. En una batalla prop de la ciutat de Xałxał a Uti, els perses van ser derrotats i van fugir; els armenis després van llançar un atac sobre les ciutats i fortaleses ocupades pels perses a Albània, i va prendre possessió del "pass dels huns" (pahak Honac), que ha d'haver estat el congost de Čor o sigui Derbent (una altra opinió és que era el congost de Barmak). Els guàrdies perses van perdre la vida i el pas va ser posat sota la custòdia de Vahan, un príncep d'Albània. No obstant això, el mazdeisme va continuar avançant a Albània; el rei Vatshé II, fill d'Arsvaghen i net per part de la seva mare de Yazdegerd II, es va convertir a la religió oficial.
Però Vatshé, que era fervent cristià, va tornar ràpidament al cristianisme. A la pujada al tron persa de Peroz el 459, va obrir el pas de Čor (Darband) al massàgetes i, amb el seu suport, van atacar l'exèrcit persa (464). Peroz va respondre deixant passar els huns a través del pas de Darial, i Albània va ser devastada. Després d'un període de negociació dels dos reis finalment van arribar a un acord: a canvi del lliurament de la seva mare (la germana de Peroz) i la seva pròpia filla, totes dues cristianes, Vatshé II va obtenir de la cort sassànida 1.000 llars (famílies) anteriorment reconeguts pel seu pare com la seva part de l'herència. A continuació, es va retirar del món com a part del tracte. El país fou ocupat pels perses durant uns trenta anys, fins al 487 quan el sassànida Balesh (484-488) va concedir el tron a Vashagan III l'Amable o el Pietós (487-510), fill de Yazdegerd i germà del rei anterior Varshé. Vers el 530 era rei Gurguèn, quan el país fou ocupat per Pèrsia i unit al govern de Mèdia. D'acord amb aquesta versió, Vačagan Barepaš (el Pietós) era doncs descendent de la família reial de Pèrsia; va demostrar gran zel pel cristianisme, al capdavant dels nobles que havien apostatat per tornar a la religió cristiana i que lliuraren la guerra no només als mags sinó també a les pràctiques paganes, la idolatria i la bruixeria (en particular en contra de la secta dels matnahatk 'o "talladors de dits"; va prendre la iniciativa de convocar un concili de l'església a Aghuen (entre 484 i 488); seus cànons van ser aprovades per alts dignataris civils i un cert nombre de nobles.
No és impossible que, després de la desaparició de la monarquia, certes dinasties van poder afirmar la seva autoritat sobre una base regional i assegurar el seu reconeixement pel govern sassànida. Això hauria estat la posició de la família Mihrakan (Mihrànides) o Eranshahiq (Iranshahik), que deia ser d'extracció sassànida que eclosionaran després de l'any 600. El seu fundador, Mihr, seria membre de la família de l'antic rei Vararanes Chobin, i s'hauria establert a Gardman, i hauria estés el seu poder per l'Aghuània, al Phaitakaran, Uti i Artsakh, i en algun moment del segle vi es va convertir al cristianisme. La genealogia dels Mihrakan és complicada als primers temps. Brosset dona com a successors de Mihr a Vard I, Vardan Qatj (Vardan el Fort) príncep de Gardman i Vard II. Altres fonts inclouen com a primer successor a Armael, seguit de Vard, Vardan I el Fort, Varasman i Varas Grigor.
El cisma de l'Església Armènia iniciat al Segon Concili de Dvin el 555. En aquest temps els romans d'Orient i perses van disputar els territoris armenis i els grecs van intervenir el 575. Al voltant d'aquest any, després d'una incursió de dos generals romans d'Orient a Albània, una delegació dels albanesos es va presentar a Constantinoble per demanar a l'emperador Justinià II que el seu país es tornés a unir a l'imperi. Justinià, però, els va aconsellar romandre sota el domini sassànida. Això va accentuar l'acostament a l'església armènia (590) i els romans d'Orient van tornar a intervenir (591). Es desprèn del relat de Movses Kałankatuac'i que hi va haver una rebel·lió dels nobles albanesos contra Ḵosrow II a principis del segle vii. Els rebels haurien estat derrotats i els perses van expulsar al patriarca Hovhannes d'Avan i després fou fet presoner (610) i deportat a Hamadan on va morir (611). Els rebels aparentment van ser mantinguts durant vint anys a la cort sassànida; el catolicós Viroy, que era un d'ells, es va aprofitar d'aquest llarg període de detenció per adquirir un coneixement profund de Pahlavi. Va ser alliberat per Kovad II.
Durant el cisma de l'església armènia, el patriarca de Siunia, Petros, es va posar sota dependència del patriarca d'Aghuània, quedant així separat de l'Església Apostòlica Armènia, i el seu successor Vertanes, va ser consagrat pel patriarca d'Aghuània Zacaries I (629-644) (Ter Zakharia).
El bisbe armeni Kurion o Kyron de la Javakètia (consagrat bisbe d'Airarat pel patriarca Movsès II vers el 576 i que des de llavors s'havia anat inclinat cap a les doctrines calcedonianes i fins i tot nestorianes) fou cridat a l'ordre pel patriarca interí Vertanes i per Movsès de Tsurtav. El 607 Kurion es va ajuntar amb el patriarca d'Aghuània es van decidir per la unió amb l'església grega. Es va reunir un concili a Dvin en el qual Kurion fou excomunicat (vers 608 o 609) i va estendre als ibers el decret d'exclusió ja vigent contra els grecs. En canvi el patriarcat d'Aghuània (del que depenia Siunia) va tornar a l'obediència armènia. Però el patriarca de Siunia es feia consagrar a Aghuània i no a Dvin (després del patriarca Vertanes foren consagrats Grigor II i Kristaphor). Però al sínode del 608 o 609 el patriarca Kristaphor i fou present i va decidir de tornar a la dependència de Dvin.
Arribant des Azerbaidjan en 624, l'emperador grec Heracli va decidir passar l'hivern a Albània. Per ordre del Ḵhosrow, els nobles albanesos van ser obligats a abandonar P'artaw (Bardaa) per tal d'atrinxerar-se a posicions fortificades. Heracli va plantar el seu campament a la província d'Uti i els generals perses Šahrvarāz i Sahen es van situar un enfront d'ell i l'altre en la seva rereguarda. En la batalla que va seguir Heracli va guanyar l'avantatge (.
El 626 el khàzars, que acabaven de concloure una aliança amb Heracli, va amenaçar d'envair Albània. Ḵhosrow va enviar a P'artaw un governador nomenat Gayšak, amb la responsabilitat de la fortificació de la ciutat. Gayšak va actuar en plena cooperació amb els nobles i la gent del poble; els khàzars, però, van trencar el pas de Derbent, i Gayšak van fugir a Pèrsia. El 628 hi va haver una nova invasió dels khàzars. El marzban Sema Vštnas (Gošnasp?) es va negar a respondre a la crida del líder khàzar, Shath. El catolicós Viroy es va presentar al campament khàzar establerta a Uti i va arribar a una entesa amb Shath, cosa que no va impedir a aquest últim de declarar-se senyor d'Albània i de Čor. A l'any següent el líder khàzar recaptava un impost als pescadors dels rius Kura i Araxes, i també dels comerciants; aquest impost es va fixar "d'acord amb el cadastre del regne de Pèrsia" i es pagaria en moneda de plata.
Gairebé al mateix temps, es fa esment de Varaz Grigor, un membre de la família Mihrakan; el príncep Varaz Grigor va ser batejat (628) pel catolicós d'Aghuània Ter Viroi (que va exercir el càrrec 34 anys) i consagrat príncep d'Aghuània, sent reconegut com a príncep d'Aghuània per l'emperador Heracli I; hauria enviat al seu fill Juanšēr, els fets del qual són objecte de llegenda i èpica, per representar-lo a Ctesifont en la cort de Yazdegerd III. En tot cas hi ha dubtes sobre si Varaz Grigor era zoroastrià abans i es va convertir al cristianisme grec o bé en realitat la conversió ja s'havia fet força temps abans (durant el segle anterior) i es tractava únicament d'una conversió del ritu armeni al ritu ortodox del concili de Calcedònia.
Varaz Grigor va deixar dos fills, Varas Pheroj (628-642) i Jevansher el Gran (642-680). A mitjan segle vii, sota el califat d'Uthman, els àrabs van envair territori albanès i l'est del Caucas i va prendre possessió de Paythakaran (Baylaqān), P'artaw (Barda'a), Shakashēn (Ganja), Kabala (Kapaghak), Servan (Shirvan), Shaporan (Šāberān) i Čor (Darband); Varas Pheroj (628-642) fou pare de Varasdat que regnava vers el 705. Gregori I Mamiconi governador d'Armènia nomenat pel Califa del 662 al 685 estava casat amb una princesa d'Aghuània i va donar una relíquia de Sant Gregori l'Il·luminat al seu nebot Varasdat o Varasterdat d'Aghuània, que la va confiar al patriarca d'Aghuània Israel i va quedar dipositada a un monestir anomenat Glkhoivanq (Monestir del Cap). El 690 l'exèrcit de Justinià II va travessar el país i va arribar a Kartli i Aghuània.
El 693 el patriarca d'Aghuània (el nom apareix com Bakur i com Narses) es va separar de l'església armènia i es va decantar cap a les doctrines de la cristologia calcedoniana, amb el suport de la princesa d'Aghuània Sprahm (Spram). El patriarca armeni Elia d'Ardjesh, amb el suport del califa i d'un senyor local d'Aghuània, Sheroe, va anar a Bardaa, va deposar Bakur Narses al que va arrestar junt amb Sprahm i els va enviar a Damasc. Un nou patriarca d'Aghuània fou nomenat en un sínode.
En els primers anys del segle viii la monarquia fou abolida pel califa i Aghuània va ser reunida amb Armènia sota un únic governador. Cap dels governants de les senyories locals tenia dret a portar el títol de príncep primat, però els prínceps de Gardman el van conservar nominalment.
Fins aleshores el rei d'Albània havia estat un dels principals vassalls del Rei de Reis persa (i després del califa) però exercia només una aparença d'autoritat, sent responsable davant el marzban (governador) que tenia el poder real civil, religiós i militar. Els marzbāns tenien la seva seu a P'artaw, la capital, on en els segles V i VI van encunyar monedes de plata. Es creu que hi havia també un marzban a Čor (Darband) almenys des del regnat de Yazdegerd II. S'ha comprovat per les inscripcions de Darband que en un determinat període l'administració financera d'Albània estava sota la jurisdicció del "āmārgār " (recaptador d'impostos) o ādurbādagān. Els tribunal aluans es van organitzar des del principi en el model de la cort d'Armènia, amb l'agregat d'aportacions directes fetes pels parts. Entre els dignataris del rei (Vačagan) que formaven en el Consell d'Aghuen es poden constatar el hramanatar (framādār) i el hazarapet (hazārabad), que van prendre precedència sobre les "caps de clan" (azgapetk) i els "nobles" (azatk'). El hramanatar (framādār) era equivalent al framādār wuzurg dels sassànides, o sigui una mena de primer ministre; i l'hazarapet (càrrec també esmentat a la cort de Yazdegerd II), no se sap exactament quines eren les seves prerrogatives a Albània però és possible que, com a la cort sassànida d'Armènia, fos un subordinat immediat al marzban.
Varasdat o Varaz Terat fou pare de Vardan, Gagik, Esteve, Varasman i Jevansherik. A Vardan va seguir el seu fill Nerseh Djanada, el fill d'aquest Gagik, el fill d'aquest Esteve (Stephanos) i el fill d'aquest Varas Terdat II, mort el 821, derrotat per Nerseh, fill de Felip de Siunia Oriental, a Morgog i després va vèncer també (828) a Esteve (fill de Varaz Terdat). La vídua de Varas va casar a la seva filla Sprham a un príncep de Siunia Occidental de nom Aternerseh, que va regnar després amb residència a Khatshen (sud de Bardaa) i fou l'equivalent del gran ixkhan d'Aghuània.
Spram era doncs germana d'Esteve, i el seu espòs Aternerseh (fill d'Isaac) era príncep de Gelarquniq a la Siunia de la dinastia haykida i siuníkida. Aterneseh hauria conservat el Gelarquniq i va afegir Gardman (de la seva donma) i després va conquerir Artsakh (amb centre a Khatxen) vers 828 o 829 i des de llavors es va titular rei primat dels aghuans i ixkhan de Siunia.
Spram i Aterneseh foren els pares de Grigor i Abuseth o Abu Musa Esai. Grigor va tenir tres fills: Abuli (mort el 898), Simbaci i Sevada (Isaac).
Vers el 880 el patriarca d'Aghuània es va separar del patriarcat d'Armènia. Asoci d'Armènia va cridar els prínceps aghuans i els va demanar que pressionessin al patriarca perquè anés a consagrar-se a Dvin de mans del patriarca armeni.
El 893 el ixkhan de Shake (una de les regions de l'Aghuània), Hamam, va voler el títol reial i el va agafar de manera unilateral el 893.
Sevada va deixar dos fills (Grigor i David) i dues filles: la princesa Shahandukht (casada amb el rei Simbaci de Siània) i un altre de nom desconegut, casada (922) amb Asoci II el Ferro d'Armènia.
El patriarca de Siunia Hakob (918-959) es va ajuntar amb el d'Aghuània Isaac (el seu amic personal) i es va voler separar del patriarcat armeni, però el patriarca armeni Ananià va actuar amb energia, va anar a Siunia i va obtenir la submissió (947). El patriarca d'Aghuània però va continuar de fet preparant la secessió afavorida pel fet que almenys des del 893 Hamam de Shake havia pres el títol de rei igualant-se als reis d'Armènia.
Des del 958 es va acabar la dissidència de les esglésies de Siunia i Aghuània. Es va reunir un Sínode a Kapan a la Siunia. Vahan o Vahanik de Vahanuvanq fou nomenat bisbe cap de l'església de Siunia, amb seu a Tathev. A Aghuània Ananià va nomenar catolicós a David de Khotakerats, també lleial a l'església armènia.
Vers el 965 va morir el patriarca armeni Ananià. Es va reunir un concili a Shirakavan presidit per Hovhannes, patriarca d'Aghuània i pel bisbe de Siunia Vahanik (el petit Vahan) que finalment fou elegit patriarca. Aquest tenia certes simpaties per les tesis calcedonianes i per posar-hi fi el rei va convocar un concili a Ani. El patriarca es va refugiar a Vaporen i el concili va elegir al seu lloc a Esteve de Sevan (Esteve III) que fou consagrat pel patriarca d'Aghuània Hovhannes el 969.
Grigor va tenir dos fills: Sevada Ishkhan (casat amb una princesa de nom Sofia) i Aternerseh. De Sevada va néixer el seu fill i successor Senaquerim-Hovhannes, i una filla de nom Shahandukht que es va casar amb el príncep de Siunia Oriental (1019-1084).
A la mort de Grigor sense fills, el regne de Siunia va passar a son cunyat Senaquerin-Hovhannes. Des de llavors el nom d'Aghuània va gairebé desaparèixer en favor del de Siunia i/o Artsakh.

## Llista de governants
La llista és relativament incerta. Mentre el text precedent es suporta amb René Grousset, la llista de reis, sobretot pels més antics, està basada en la llista de 12 reis d'Albània però d'origen armeni donada per Movsès Kaghankatvatsi a la seva « Histoire des Aghovans » i els estudis fets per Cyril Toumanoff amb aquesta i altres fonts.
Arsàcides
- Reis desconeguts vers 200-60 aC
- Oroezes, vers 65 aC
- Zober, vers 36 aC
- Reis desconeguts vers 36-114
- Arhan, príncep arsàcida d'Armènia, nomenat governador d'Albània pel rei Vagarsharc o Vologeses I, vers 114-138
- Reis desconeguts, vers 138-300
- Vashagan I el Valent, vers 300
- Sanesan o Sanatruk;[27]
- Vatshé I, vers 330
- Unair, casat amb Asai, germana del rei de Pèrsia Shapur II, vers 335-380
- Vashagan II, vers 400
- Mrhavan (Margavan) o Mihran, vers 410
- Satoy o Sato I, vers 420
- Esvaghen o Artzvagen (Yesvahan), vers 420-450
- Vatshé II (fill d'una filla del rei persa Yazdegerd II), vers 450-463 (abdica el 463)
- Abolició de la monarquia pels sassànides, vers 463-487
- Vashagan III l'Amable o el Pietós (fill d'Azkert, germà de Vatshé II), vers 487-510, restablert pel rei persa Valash
- Gurguèn, vers 510-530
- Annexió a Pèrsia i unió a la satrapia de Mèdia, vers 530-628
- Sath, usurpador khàzar 628

Prínceps primats d'Aghuànie
- Varaz Gregori (Varas Grigor), vers 628-636
- Varaz Firuz (Varas Pheroj), fill, vers 636-642
- Javanshir el Gran, germà, 642-680:
- Varaz Terdat I (Varasdat), nebot, 680-699
- Sheroi, pretendent al tron pel partit anti-romà d'Orient, mentre Varaz Terdat era a Constantinoble, 699-704
- Varaz Terdat I (segona vegada), 704-710

Prínceps titulars
- Vardan I, fill de Varaz Terdat, vers 710-740
- Narses Dzndak (Nerseh Janada), fill, 740-770
- Gagik, fill, vers 770-800
- Stepannos I (Esteve I), fill, vers 800
- Varaz Terdat II, fill, ?-821
- Stepannos II (Esteve II), fill, 821
- Aternerseh de Gelarquniq, de Gardam i després de Khatxèn o Katchen (828/829), casat amb Spram, filla de Varaz Terdat II 821-853, príncep titular d'Aghuània
- Ktritch (fill de l'anterior), príncep de Gardam i titular d'Aghuània, 853- ???
- Gregori I Naren (germà de l'anterior), príncep de Gardam i titular d'Aghuània, 855-881
- Abulis (fill de l'anterior), príncep de Gardam i titular d'Aghuània, 881-898
- Atrnerseh II (germà de l'anterior), príncep de Gardam i titular d'Aghuània, 898-910
- Isaac Sevada I (germà de l'anterior), príncep de Gardam i titular d'Aghuània, 910-922
- Senaquerib I (fill de l'anterior), príncep titular d'Aghuània, governava vers 955
- Sevada II (fill de l'anterior), príncep titular d'Aghuània, governava el 980
- Joan Senaquerib II (fill de l'anterior), príncep titular d'Aghuània, 980-1000
- Gregori II (germà de l'anterior), príncep titular d'Aghuània, 1000-1003/1004